# Dicranomyia (Dicranomyia) particeps
Dicranomyia (Dicranomyia) particeps is een tweevleugelige uit de familie steltmuggen (Limoniidae). De soort komt voor in het Nearctisch gebied.